# ماوريتسيو جيرارديني
ماوريتسيو جيرارديني (بالإيطالية: Maurizio Gherardini)‏ مواليد 22 سبتمبر 1955 في فورلي، مقاطعة فورلي تشيزينا، إميليا-رومانيا، إيطاليا، هو لاعب كرة سلة إيطالي أصبح مدرباً. يدرب حاليا فرق فنربخشة لكرة السلة في الدوري التركي.

## فرق لعب لها
- شارلوت هورنتس
- تورونتو رابتورز
- أوكلاهوما سيتي ثاندر
- فنربخشة لكرة السلة